# Fordongianus
Fordongianus (sardisk: Fordongiànis) er en by og en kommune (comune) i provinsen Oristano i regionen Sardinien i Italien. Byen ligger i 35 meters højde og har 890 indbyggere (2016). Kommunen har et areal på 39,48 km² og grænser til kommunerne Allai, Busachi, Ghilarza, Ollastra, Paulilatino, Siapiccia og Villanova Truschedu.